# Corentin Martins
Corentin da Silva Martins (* 11. července 1969 Brest) je bývalý francouzský fotbalista. Reprezentoval Francii v letech 1993–1997, sehrál za ni 14 zápasů a vstřelil jeden gól (v přátelském utkání s Chile v roce 1994). Získal s francouzskou reprezentací bronzovou medaili na mistrovství Evropy 1996. S AJ Auxerre se stal mistrem Francie (1995/96). Hrál za něj v letech 1991–1996. Jeho prvoligovými angažmá dále byly Stade Brestois (1988-1991), Deportivo de La Coruña (1996–1998), Racing Štrasburk (1998–1999, 2000–2004) a Girondins Bordeaux (1999–2000). Od roku 2008 je trenérem, vedl nejprve Stade Brestois, od roku 2014 do října 2021 trénoval reprezentaci Mauritánie.